# Pacificus de Vérone
Pacificus de Vérone  (italien: Pacifico di Verona) (vers 776-844 ou 846) est un érudit et homme de religion ayant vécu à Vérone à l’époque carolingienne. Il fut archidiacre du diocèse de Vérone à partir de 801 et le resta pendant une quarantaine d’années. Reconnu comme étant le fondateur de plusieurs églises et autres institutions ecclésiastiques dans la ville de Vérone, Pacificus est également décrit comme étant un inventeur, astronome, peintre, sculpteur, auteur de plus de deux-cents manuscrits ainsi que commentateur de textes religieux.

## Biographie
Pacificus de Vérone est né vers 776 à Quinzano, une commune italienne située dans la région de la ville de Vérone, au Nord de l’Italie, tout juste après la conquête carolingienne,. Il existe cependant très peu d’information sur sa jeunesse, et aucune source ne fait mention de sa famille ni de sa parenté, mis à part un document daté de 844 et conservé grâce à une copie du XIIe siècle indiquant l’existence d’une sœur prénommée Ansa.  
Pacificus est envoyé à l’Abbaye de Reichenau, monastère allemand et centre culturel à l’époque carolingienne, pour y recevoir une éducation religieuse. Il retourne ensuite dans sa ville natale où il est fait responsable de l’école du chapitre de la cathédrale de Vérone, la Schola sacerdotum, ou « école des prêtres », ainsi que de son scriptorium, soit la librairie du monastère. Selon certaines sources, Pacificus aurait été, au début du IXe siècle, le fondateur de cette Schola qu’il aurait par la suite placé sous l’autorité du Patriarche d’Aquilée. Ce fait est cependant contesté.  En effet, en 813, Pacificus de Vérone aurait participé à deux actes, datés du 24 juin, selon lesquels l’évêque Ratoldus aurait doté la schola d’un siège qui lui soit propre ainsi que d’un revenu indépendant des évêques. La même année, un document daté du 16 septembre 813, soit trois mois seulement après la fondation de l’école, indique que Pacificus aurait supporté l'indépendance de l'école vis-à-vis l'autorité épiscopale. Ce serait Ratoldus qui aurait placé la consécration de l'église de San Giorgio, le siège officiel de l'école, directement sous l’autorité du patriarche d’Aquilée à la demande de Pacificus, ceci étant donné que l’église de San Giorgio aurait été construite sur sa propriété.  Quoi qu’il en soit, le scriptorium connaît, grâce à l’archidiacre Pacificus, une activité florissante que l’on peut décrire comme une renaissance carolingienne qui lui est propre. Cette activité abondante en fera une institution importante et renommée. À ce titre, Pacificus copie plusieurs textes liturgiques et en compose lui-même un nombre important. Ces textes sont considérés comme son œuvre la plus reconnue, bien qu’il ait également composé des vers ainsi que des gloses scripturaires.  
En plus de ses activités intellectuelles, Pacificus est présenté, selon ce même document daté de septembre 813, comme ayant restauré plusieurs institutions religieuses de la ville de Vérone au même titre que l’évêque Ratoldus. Après cette année, l’activité publique de Pacificus semble cependant avoir quelque peu diminué. Il apparaît en effet que la documentation sur l’archidiacre ait cessé à partir de 814. 
D’origine lombarde, Pacificus semble donc bien s’intégrer au contexte culturel et politique de son époque, contexte caractérisé par l’établissement du pouvoir carolingien et par de nombreuses réformes administratives, religieuses et territoriales. À cette époque en effet, la ville de Vérone devient une ville importante de l’Italie du Nord. Elle connaît aussi une redéfinition des rôles et une réorganisation des relations entre l’aristocratie franque et la société locale. À ce titre, Pacificus de Vérone accède au poste de diacre, puis d’archidiacre de l’Église de Vérone à l’âge de vingt-cinq ans. Il conserve ce poste pendant quarante-trois ans, soit jusqu’à sa mort vers 844.  Il se voit également chargé de l’administration du diocèse de Vérone lors de l’absence de l’évêque Ratoldus alors que celui-ci est attitré à la défense de l’impératrice Judith de Bavière entre 834 et 840. Au fil du temps et à mesure que l’empire carolingien perd de son importance, le chapitre de Vérone développe une certaine indépendance vis-à-vis des évêques de la ville et prend un caractère local plus marqué lorsqu’il commence à recevoir des donations de la part de l’élite locale. Il va sans dire que de longues absences telles que celles de l’évêque Ratoldus et de ses successeurs contribuent à cette indépendance du chapitre de chanoines envers le pouvoir épiscopal.  
Malgré une diminution de ses activités publiques vers 814, l’archidiacre de Vérone aurait à nouveau joué un rôle décisif vers la fin de sa vie. À l’âge de 68 ans, soit environ en 844, Pacificus aurait contribué à deux choses notables. Il confie tout d’abord la charge de l’église de San Alessandro di Quinzano, située en périphérie de la ville de Vérone, à un évêque prénommé Hitiprandus, et place cette église sous la paroisse de San Giovanni Battista qui appartenait au chapitre de Vérone. Un mois plus tard, Pacificus et sa sœur Ansa disposent de ses biens en fondant un xénodochium, sorte d’asile destiné aux pèlerins, à l’oratoire de San Giovanni di Quinzano. Ansa, quant à elle, survit à son frère qui meurt aux environs de l’an 844. En effet, un document datant de 847 mentionne l’achat d’un terrain à Quinzano effectué en son nom. Après la mort de l’archidiacre de Vérone en 844, un monument funéraire est érigé sur l’un des murs de l’église épiscopale où une longue épitaphe célèbre ses faits et gestes.

## Réalisations
Théologien renommé, intellectuel et érudit dont la culture et le génie s’étendait à de nombreuses disciplines, l’archidiacre de Vérone est présenté comme ayant été grandement apprécié tout au long de sa vie, autant par la population que par les élites et le clergé. En plus d’être réputé avoir fondé le scriptorium du monastère de Vérone ainsi que des xenodochia, il aurait, selon l’épitaphe funéraire qui lui est dédiée, restauré et construit plus de sept églises de la ville. On mentionne en effet les églises de San Procolo, San Pietro in Castello, Santa Maria Matricolare, San Giorgio, San Lorenzo, San Vito et San Zeno.  Il aurait également rédigé une glose sur l’Ancien et le Nouveau Testament, aurait composé des chants et des poèmes ainsi que plusieurs autres ouvrages dans des disciplines variées. Au total, on attribue à Pacificus la rédaction de 218 ouvrages, sans compter la correspondance importante qu’il développe avec plusieurs clercs et qui mène à l’échange de textes variés, ce qui contribue au fleurissement culturel de la ville,.    
En plus de ses réalisations dans la sphère ecclésiastique et religieuse, Pacificus de Vérone est reconnu comme ayant été non seulement un grand auteur, mais également un inventeur, astronome, peintre et sculpteur. Il est décrit comme étant passionné, entre autres, par les arts mécaniques  et aurait par ailleurs inventé un système de lance-flamme pour bateaux.  Il aurait de plus connu une certaine gloire en tant qu’inventeur d’une horloge mécanique que l’on désigne comme une horologium nocturnum, ou horloge nocturne, invention inédite et jusque-là nouvelle pour l’époque. Il s’agissait en fait d’une horloge à rouages composée d’un tube d’observation et d’un système de relevé cruciforme, le tout permettant de déterminer les heures nocturnes sans besoin de la lumière du jour et d’établir des calendriers « à l’instar des horloges solaires médiévales ».  Pacificus aurait aussi composé un argumentum au sujet de cette horloge dont les textes et les images qui le composaient présentaient une description de son invention. Dans les faits toutefois, Pacificus ne serait pas l’inventeur réel de cette horloge qui est supposée avoir existé bien avant.   
Sur le plan artistique, mis à part des compositions poétiques, Pacificus aurait lui-même sculpté les chapiteaux de la cathédrale de Vérone ainsi que la porte en bronze de l’église de San Zeno.  Il est supposé avoir été habile dans le travail de l’or, de l’argent et des autres métaux ainsi que dans celui du bois et du marbre.    

## Fiabilité des sources
L’existence de Pacificus est attestée par la présence de sa signature sur certains documents privés qui concernent, entre autres, les propriétés de la schola sacerdotum de Vérone Il s’agit de deux documents authentiques datant de 809 et de 814. Le corpus documentaire sur Pacificus comprend également huit autres documents, souvent des copies des XIIe, XIIIe et XVIe siècles. Le dernier document connu consiste en une correspondance datée de 840 entre Pacificus, le prêtre de Vérone Vitale et le moine Ildemaro di Corbie dans lequel on discute de la prédestination.  En plus de ces documents, deux épitaphes en pierre dans la cathédrale de la ville décrivent la vie de Pacificus et renseignent sur divers éléments de sa biographie. Elles nous indiquent par exemple la date de son décès et son âge à sa mort ainsi que le nombre d’années qu’il passera comme archevêque. D’autres sources apparaissent par la suite à son sujet. Giovanni Mansionario, notaire et mansionarium de la cathédrale de Vérone au XIVe siècle rédige un passage de son Historiae Imperiales sur Pacificus de Vérone dans lequel il glorifie ce dernier et exalte son érudition.  Autre source, les Antiquitates de Vérone compilées par Onuphrius Panvinius, moine augustinien du XVIe siècle, contribuèrent à glorifier le personnage. Les Antiquitates Veronenses, incomplètes à la mort de Panvinius, furent publiées un siècle plus tard avec beaucoup d’erreurs. Pacificus y est mentionné dans le Livre I de la section De Vario Murorum Urbis Ambitu ainsi que dans le livre VI qui énumère les citoyens les plus illustres de la ville de Vérone. Panvinius se base d’ailleurs largement sur l’épigraphe de Pacificus pour décrire la vie de ce dernier.  
Durant le XVIIIe siècle, un débat surgit quant à la véracité des sources sur Pacificus, débat qui a toujours cours aujourd’hui. Selon certains chercheurs,, plusieurs faits de la vie de Pacificus furent repris et transformés durant le XIIe siècle pour faire de lui un personnage prestigieux, voire mythique, de l’époque carolingienne, ceci dans le but de légitimer les pratiques et règles qui avaient cours au XIIe siècle entre le chapitre de la cathédrale de Vérone, l’évêque et l’élite urbaine. Une grande partie des documents retrouvés auraient donc en fait été forgés plusieurs siècles plus tard pour réinventer la vie de Pacificus et ainsi rehausser non seulement son image, mais également celle de la ville de Vérone.  La gloire qu’il connaîtra se développe notamment au courant du XIVe siècle avec la publication des Historiae Imperiales où sa générosité et sa grande piété sont mises de l’avant.  
Une analyse paléographique des deux épigraphes funèbres dédiées à l’archidiacre de Vérone a également suscité des doutes quant à son authenticité et à la datation qui lui est attribuée. En effet, l’analyse de l’écriture, tout comme le ton du texte, exclut le fait qu’elle puisse avoir été réalisée à l’époque carolingienne. Cependant, le débat persiste.   
Ainsi, selon La Rocca, le portrait que l’on offre de Pacificus faisant de lui un symbole du passé carolingien de Vérone, passé qui a été élevé au rang d’âge d’or durant les siècles qui ont suivi, n’aurait en fait été que pure fabrication. Ces inventions auraient eu pour but de légitimer le droit de propriété du chapitre de la cathédrale de Vérone au courant du XIIe siècle. En valorisant la figure de Pacificus, on cherchait également à retracer les origines du chapitre en faisant de l’époque carolingienne la base de sa tradition, ceci à une époque où l’Église connaissait une période de réforme. L’administration ecclésiastique ainsi que la hiérarchie de celle-ci connaissaient en effet une redéfinition de leurs postes ainsi qu’une réorganisation des responsabilités de leurs membres.